# Adone Stellin
Adone Stellin (Schio, 3 marzo 1921 – Padova, 14 maggio 1996) è stato un calciatore italiano, di ruolo terzino.

## Carriera

### Club
Iniziò la sua carriera da professionista in Serie B con l'Udinese dove disputò due campionati. I primi anni militò in squadre del nord Italia e si distinse principalmente con quella del Padova. Nella stagione 1947-1948 viene ingaggiato dal Genova allenato dall'inglese William Garbutt e in seguito da Federico Allasio.
L'esordio in Serie A avvenne il 12 ottobre 1947, alla quinta giornata di campionato, nella gara con l'Alessandria che si concluse con la vittoria della squadra ligure per 3-0.
Dopo l'esperienza con il Genova, Stellin passò al Bari allenato dall'ungherese György Sárosi che lo fece giocare 32 volte nella stagione 1948-1949 e 26 volte nel campionato 1949-1950 che si concluse con la retrocessione della squadra pugliese in Serie B. Fu l'ultima sua stagione nella massima serie.
In seguito giocò ancora per un anno con il Bari in Serie B per poi passare al Maglie allenato da Carlo Alberto Quario, con cui vinse il girone meridionale della Serie C 1951-1952 (perdendo poi il girone-promozione).

### Nazionale
Nell'estate del 1948 partecipò ai Giochi olimpici di Londra disputando 2 gare nella Nazionale italiana allenata da Vittorio Pozzo. L'esordio con la Nazionale avvenne il 2 agosto 1948 a Brentford contro gli USA, in una gara valevole per gli ottavi di finale. La partita, durante la quale realizzò una rete su calcio di rigore, terminò con il risultato di 9-0 a favore dell'Italia. La seconda gara, valevole per i quarti di finale, fu giocata a Londra contro la Danimarca che si aggiudicò l'incontro per 5-3.

## Statistiche

### Cronologia presenze e reti in Nazionale
| Cronologia completa delle presenze e delle reti in nazionale ― Italia | Cronologia completa delle presenze e delle reti in nazionale ― Italia | Cronologia completa delle presenze e delle reti in nazionale ― Italia | Cronologia completa delle presenze e delle reti in nazionale ― Italia | Cronologia completa delle presenze e delle reti in nazionale ― Italia | Cronologia completa delle presenze e delle reti in nazionale ― Italia | Cronologia completa delle presenze e delle reti in nazionale ― Italia | Cronologia completa delle presenze e delle reti in nazionale ― Italia |
| Data                                                                  | Città                                                                 | In casa                                                               | Risultato                                                             | Ospiti                                                                | Competizione                                                          | Reti                                                                  | Note                                                                  |
| --------------------------------------------------------------------- | --------------------------------------------------------------------- | --------------------------------------------------------------------- | --------------------------------------------------------------------- | --------------------------------------------------------------------- | --------------------------------------------------------------------- | --------------------------------------------------------------------- | --------------------------------------------------------------------- |
| 2/8/1948                                                              | Londra                                                                | Stati Uniti                                                           | 0 – 9                                                                 | Italia                                                                | Olimpiadi 1948 - Ottavi di finale                                     | 1                                                                     |                                                                       |
| 5/8/1948                                                              | Brentford                                                             | Danimarca                                                             | 5 – 3                                                                 | Italia                                                                | Olimpiadi 1948 - Quarti di finale                                     | -                                                                     |                                                                       |
| Totale                                                                |                                                                       | Presenze                                                              | 2                                                                     |                                                                       | Reti                                                                  | 1                                                                     |                                                                       |

## Palmarès

### Club

#### Competizioni nazionali
- Serie B: 1

Padova: 1947-1948